# Hiroko Kuwata
Hiroko Kuwata (Yokohama, 18 de diciembre de 1990) es una tenista japonesa.

## Carrera
Kuwata tuvo su debut en el WTA Tour en el Torneo de Washington 2014. En primera ronda derrotó a Alison Riske, pero perdió en la siguiente ronda contra Anastasía Pavliuchénkova. También participó en los dobles junto a Kurumi Nara, donde vencieron a Nicola Slater y Emily Webley-Smith en primera ronda, a Vania King y Taylor Townsend en cuartos de final, en semifinales a Jocelyn Rae y Anna Smith y perdieron en la final contra Shuko Aoyama y Gabriela Dabrowski.
En 2024 ganó su primer título WTA, junto a Jessica Failla, en el 125 de Barranquilla. En cuartos de final vencieron a Elsa Jacquemot y Solana Sierra, en semifinales a Destanee Aiava y Despina Papamichail y derrotaron en la final a Quinn Gleason y Ingrid Gamarra Martins.